# Campeonato Paraguaio de Futebol de 2015 - Clausura
O Campeonato Paraguaio de Futebol de 2015 "Clausura" foi o centésimo décimo terceiro torneio desta competição. Participaram doze equipes. O Club 3 de Febrero e o 12 de Octubre Football Club foram rebaixados. É um campeonato no sistema de Apertura e Clausura separados, com dois campeões paraguaios por ano, sem a necessidade de final entre eles. .O campeão representará o Paraguai na Copa Libertadores da América de 2016. As outras duas vagas serão para o campeão do apertura e o primeiro melhor finalista na tabela geral. Para a Copa Sul-Americana de 2016, os quatro melhores clubes na tabela de pontuação total (que inclui o Apertura e o Clausura somados).  O campeão foi o Olimpia, ao derrotar o Cerro Porteño em jogo extra por 2–1 no Estádio Defensores del Chaco, após ambas as equipes empatarem em 44 pontos.

## Fórmula de disputa
O modelo de disputa foi o de todos contra todos, com partidas de ida e volta em dois turnos, com 11 jogos para cada equipe. O campeão será o clube que somar mais pontos ao término das 22 rodadas.
Caso o campeonato termine com os dois primeiros colocados empatados em número de pontos, o campeão será definido em um jogo extra. Caso mais do que duas equipes estejam empatadas, o campeão será definido pelos seguintes critérios:
1)Saldo de gols;
2)Gols marcados;
3)Gols marcados como visitante;
4)Sorteio.

## Participantes
| Equipe                    | Cidade         | Departamento     | No ano anterior       | Estádio                      | Capacidade | Títulos                                                                                     | Participações |
| ------------------------- | -------------- | ---------------- | --------------------- | ---------------------------- | ---------- | ------------------------------------------------------------------------------------------- | ------------- |
| Cerro Porteño             | Assunção       | Distrito Capital | Campeão               | Estádio General Pablo Rojas  | 32.910     | 31 (último em Apertura de 2015)                                                             | 105           |
| Guaraní                   | Assunção       | Distrito Capital | Vice Campeão          | Estádio Rogelio Livieres     | 6.000      | 10 (último em Apertura de 2010)                                                             | 113           |
| Olimpia                   | Assunção       | Distrito Capital | Quarto Lugar          | Estádio Manuel Ferreira      | 15.000     | 39 (último em Clausura de 2011)                                                             | 113           |
| Sportivo Luqueño          | Luque          | Central          | Quinto Lugar          | Estádio Feliciano Cáceres    | 25.000     | 2 (1951,1953)                                                                               | 89            |
| Libertad                  | Assunção       | Distrito Capital | Terceiro Lugar        | Estádio Dr. Nicolás Leoz     | 10.000     | 17 (último em Clausura de 2014)                                                             | 108           |
| Nacional                  | Assunção       | Distrito Capital | Oitavo Lugar          | Estádio Arsenio Erico        | 4.000      | 9 (1909, 1911, 1924, 1926, 1942, 1946, Clausura de 2009,Apertura de 2011, Apertura de 2013) | 106           |
| Sol de América            | Villa Elisa    | Central          | Sexto Lugar           | Estádio Luis Alfonso Giagni  | 5.000      | 2 (1986, 1991)                                                                              | 105           |
| Rubio Ñu                  | Assunção       | Distrito Capital | Sétimo Lugar          | Estádio La Arboleda          | 5.000      | 0 (não possui)                                                                              | 31            |
| General Díaz              | Luque          | Central          | Décimo Lugar          | Estádio General Adrián Jara  | 3.300      | 0 (não possui)                                                                              | 6             |
| Deportivo Capiatá         | Capiatá        | Central          | Décimo Primeiro Lugar | Estádio Municipal de Capiatá | 5.000      | 0 (não possui)                                                                              | 6             |
| Club Sportivo San Lorenzo | San Lorenzo    | Central          | Décimo Segundo Lugar  | Estádio Cidade Universitária | 3.000      | 0 (não possui)                                                                              | 32            |
| Club Deportivo Santaní    | San Estanislao | San Pedro        | Nono Lugar            | Estádio Juan José Vázquez    | 8.000      | 0 (não possui)                                                                              | 2             |

## Premiação
| Campeonato Paraguaio 2015 Primeira Divisão - Clausura |
| Assunção                                              |
| ----------------------------------------------------- |
| Club Olímpia Campeão (40º título)                     |